# Colon-Klassifikation
Die Colon-Klassifikation (engl. ‚Colon Classification‘, kurz ‚CC‘) ist eine auf S. R. Ranganathan zurückgehende Bibliotheksklassifikation, die insbesondere auf die Klassifikation von kleinen Artikeln (Zeitungen, Zeitschriften) ausgerichtet ist. Die erste Version der CC wurde 1933 veröffentlicht. Die aktuelle siebente Version wurde 1987 herausgegeben.
Bei der Notation der CC spielen der Doppelpunkt (lat., engl.: colon) und andere Interpunktionszeichen eine wichtige Rolle, daher der Name.

## Struktur
Die CC ist eine teilfacettierte Universalklassifikation.
Die Universalklassifikation verwendet zur Notation der Klassen (=Hauptkategorien) lateinische Großbuchstaben. Alle Klassen liegen auf gleicher Ebene (keine, bzw. flache Hierarchie). Ein Ausschnitt:
A – Wissenschaft (allgemein)
B – Mathematik
C – Physik
...
L – Medizin
M – Nützliche Künste
...
Diese Klassen werden wiederum in Unterklassen aufgeteilt, die nun allerdings einen hierarchischen Baum beschreiben. Die Unterklassen werden mit arabischen Ziffern notiert. Ein weiterer Ausschnitt:
M – Nützliche Künste
M1 – Buchproduktion und -beschreibung
M13 – Papierherstellung
M14 – Drucken (allgemein)
M143 – Druck
M1435 – Offsetdruck
...
Nach der (Pflicht-)Kategorisierung in diese Universalklassifikation werden (optional) weitere Facetten definiert, um das Klassifikationsobjekt (den Artikel) weiter einzugrenzen.
Die CC verwendet fünf fundamentale Grundfacetten, kurz PMEST, in der Notation symbolisiert durch je ein vorangestelltes Sonderzeichen:
Personality (Individualität) – Indikator ist ein , (Komma)
Matter (Material) – Indikator ist ein ; (Semikolon)
Energy (Energie) – Indikator ist ein : (Doppelpunkt)
Space (Raum) – Indikator ist ein . (Punkt)
Time (Zeit) – Indikator ist ein ’ (Apostroph)
Jede Grundfacette ist ihrerseits ein Hierarchiebaum. Ein Ausschnitt:
Ausschnitt der Facette P (=Ding, Gegenstand) der Klasse L – Medizin:
1 – Organe
2 – Verdauungsorgane
24 – Magen
25 – Darm
3 – Kreislaufsystem
32 – Herz
35 – Blut
4 – Atmungsorgane
41 – Kiemen
45 – Lunge
Ausschnitt aus Facette E (=Methode, Verfahren, Begriff, Prinzip) der Klasse L – Medizin:
1 – Ernährung
3 – Diagnostik
4 – Krankheiten
41 – Allgemeine Krankheiten
411 – Atrophie
42 – Infektionskrankheiten
421 – Tuberkulose
Bei der Anwendung der Facettenkategorisierung ist die Reihenfolge der fünf Grundfacetten fest vorgeschrieben (P – M – E – S – T). Ein Artikel kann verschiedenen Ausprägungen der gleichen Facette zugeordnet werden, muss aber nicht zu jeder Grundfacette eine Zuordnung besitzen.

## Beispiel
Ein Artikel „Diagnostik der Lungentuberkulose in Frankreich 1989“ wird dann wie folgt kategorisiert:
Klasse – Medizin (L)
P-Facette – Lunge (45)
M-Facette – (Keine Zuordnung)
E-Facette – Tuberkulose (421)
E-Facette – Diagnostik (3)
S-Facette – Frankreich (53)
T-Facette – 1989 (N89)
Daraus ergibt sich die Notation L,45:421:3.53’'N89.